# Fōtīs Iōannidīs
Fōtīs Iōannidīs (in greco Φώτης Ιωαννίδης?; Calcide, 10 gennaio 2000) è un calciatore greco, attaccante del Panathīnaïkos.

## Caratteristiche tecniche
È un centravanti.

## Carriera

### Club
Cresciuto nel settore giovanile del Levadeiakos, ha esordito in prima squadra il 26 novembre 2018 in occasione dell'incontro di Souper Ligka Ellada perso 2-0 contro l'Asteras Tripolīs. Il 10 agosto 2020 è stato acquistato dal Panathīnaïkos, club con il quale firma un contratto quadriennale.
Il 10 febbraio 2022 un club della MLS ha offerto più di 2 milioni di euro per i suoi servizi, ma l'offerta è stata respinta. Nelle sue prime tre stagioni, Ioannidis non è riuscito a lasciare il segno, ma nella stagione 2023-24 è riuscito a consolidarsi nella formazione titolare, diventando un membro chiave nei piani di Ivan Jovanović. La squadra è arrivata vicino alla qualificazione per la fase a gironi della UEFA Champions League, ma ha perso complessivamente 3-1 contro il Braga. Il 21 settembre 2023, Fotis ha segnato nella vittoria casalinga per 2-0 contro il Villarreal Club de Fútbol nella giornata di apertura della fase a gironi di UEFA Europa League. Dopo i suoi ottimi risultati diversi club europei hanno espresso interesse a ingaggiarlo, mentre le richieste del club greco superano i 10 milioni di euro. Ioannidis ha concluso la stagione con 23 gol e 9 assist in tutte le competizioni, suscitando l'interesse di numerosi club, tra cui Sporting e Girona Futbol Club. A metà giugno 2024, il neopromosso Ipswich Town Football Club ha offerto una cifra record di 22,5 milioni di euro per i suoi servizi, ma la sua squadra ha rifiutato di avviare trattative.

### Nazionale
Ha giocato nelle nazionali giovanili greche Under-18, Under-19 ed Under-21.
Nel 2022 ha esordito nella nazionale maggiore greca.

## Statistiche
Statistiche aggiornate al 20 marzo 2025.

### Presenze e reti nei club
| Stagione             | Squadra              | Campionato           | Campionato | Campionato | Coppe nazionali | Coppe nazionali | Coppe nazionali | Coppe continentali | Coppe continentali | Coppe continentali | Altre coppe | Altre coppe | Altre coppe | Totale | Totale | Totale |
| Stagione             | Squadra              | Comp                 | Pres       | Reti       | Comp            | Pres            | Reti            | Comp               | Pres               | Reti               | Comp        | Pres        | Reti        | Pres   | Reti   |        |
| -------------------- | -------------------- | -------------------- | ---------- | ---------- | --------------- | --------------- | --------------- | ------------------ | ------------------ | ------------------ | ----------- | ----------- | ----------- | ------ | ------ | ------ |
| 2017-2018            | Levadeiakos          | SL                   | 5          | 0          | CG              | 4               | 0               |                    | -                  | -                  |             | -           | -           | 9      | 0      |        |
| 2018-2019            | Levadeiakos          | SL                   | 17         | 2          | CG              | 3               | 1               |                    | -                  | -                  |             | -           | -           | 20     | 3      |        |
| 2019-2020            | Levadeiakos          | SL2                  | 19         | 4          | CG              | 0               | 0               |                    | -                  | -                  |             | -           | -           | 19     | 4      |        |
| Totale Levadeiakos   | Totale Levadeiakos   | Totale Levadeiakos   | 41         | 6          |                 | 7               | 1               |                    | -                  | -                  |             | -           | -           | 48     | 7      |        |
| 2020-2021            | Panathīnaïkos        | SLE                  | 23         | 4          | CG              | 1               | 0               |                    | -                  | -                  |             | -           | -           | 24     | 4      |        |
| 2021-2022            | Panathīnaïkos        | SLE                  | 26         | 4          | CG              | 7               | 2               |                    | -                  | -                  |             | -           | -           | 33     | 6      |        |
| 2022-2023            | Panathīnaïkos        | SLE                  | 36         | 7          | CG              | 4               | 0               | UECL               | 2                  | 0                  |             | -           | -           | 42     | 7      |        |
| 2023-2024            | Panathīnaïkos        | SLE                  | 28         | 15         | CG              | 4               | 1               | UCL+UEL            | 6+6                | 2+5                |             | -           | -           | 44     | 23     |        |
| 2024-2025            | Panathīnaïkos        | SLE                  | 22         | 5          | CG              | 3               | 0               | UEL+UECL           | 2+11               | 0+5                |             | -           | -           | 38     | 10     |        |
| Totale Panathinaikos | Totale Panathinaikos | Totale Panathinaikos | 135        | 35         |                 | 19              | 3               |                    | 27                 | 12                 |             | -           | -           | 181    | 50     |        |
| Totale carriera      | Totale carriera      | Totale carriera      | 176        | 42         |                 | 27              | 4               |                    | 27                 | 12                 |             | -           | -           | 230    | 58     |        |

## Palmarès

### Club

#### Competizioni nazionali
- Coppa di Grecia: 2

Panathinaikos: 2021-2022, 2023-2024